# هیولم والفیلد
هیولم والفیلد (به انگلیسی: Hulme Walfield) یک روستا و محله مدنی در بریتانیا است که در چشر شرقی واقع شده‌است. هیولم والفیلد ۱۴۸ نفر جمعیت دارد.